# Ніколае Стоян
Стоян Николае (рум. Nicolae Stoian; нар. 25 березня 1978, Бухарест) — румунський майстер карате Кіокушинкай, багаторазовий чемпіон Європи та США, володар чорного поясу 4 дану, засновник академії бойових мистецтв Iron Fist Academy. Відомий під прізвиськом «Залізний Кулак» (англ. Iron Fist) за потужні удари, які продемонстрував на Чемпіонаті світу з карате Кіокушинкай у 2011 році в Токіо.

## Біографія
Стоян Николае розпочав тренування з карате у 1993 році під керівництвом сенсея Флоріана Тоадера. Його пристрасть до бойових мистецтв проявилася після участі в першому турнірі, що стало початком 23-річної кар'єри в змаганнях.

## Спортивні досягнення

### Чемпіонати Європи
- 2008 — 1 місце (-80 кг), Віторія-Гастейс, Іспанія
- 2009 — 1 місце (-80 кг), Київ, Україна
- 2010 — 1 місце (абсолютна категорія), Белград, Сербія
- 2013 — 3 місце (абсолютна категорія), Париж, Франція

### Чемпіонати США
- 2009 — 1 місце (-90 кг), Лос-Анджелес
- 2011 — 1 місце (-90 кг), Лос-Анджелес
- 2012 — 2 місце (-90 кг), Лос-Анджелес
- 2013 — 3 місце (-90 кг), Лос-Анджелес

### Чемпіонати світу
- 2001 — 8 місце (-80 кг), Осака, Японія
- 2005 — 6 місце (-80 кг), Токіо, Японія
- 2009 — 6 місце (-80 кг), Чіба, Японія

### Національні чемпіонати Румунії
- 11-кратний чемпіон у період з 2000 по 2012 роки

## Тренерська діяльність
У 2001 році Стоян заснував академію бойових мистецтв Nicolae Stoian Academy, яка з 2011 року має назву Iron Fist Academy. Академія має 9 тренувальних залів у Бухаресті та передмістях, де проводяться заняття з карате Кіокушинкай та кікбоксингу. Серед учнів академії — численні чемпіони та призери національних і міжнародних змагань.